# ادامز (سی‌دی‌پی)، ماساچوست
ادامز (سی‌دی‌پی)، ماساچوست (به انگلیسی: Adams (CDP), Massachusetts) در ایالات متحده آمریکا است که در ماساچوست واقع شده‌است.

## خصوصیات
ادامز ۵٫۹ کیلومترمربع مساحت و ۵٬۵۱۵ نفر جمعیت دارد و ۲۴۲ متر بالاتر از سطح دریا واقع شده‌است.